# Hrabia Monte Christo (film 1908)
Hrabia Monte Christo (ang. The Count of Monte Cristo) – amerykański film niemy z 1908 roku. Adaptacja powieści Aleksadra Dumasa o takim samym tytule.
W roli tytułowej wystąpił Hobart Bosworth.